# Pegasus Bridge
Pegasus Bridge (Pegasův most) se nachází v severní Francii (Normandii) na Caenském kanálu ve městě Benouville, přibližně 3,5 kilometru ve vnitrozemí. Původně ocelový most, konstruovaný tak, aby se dal zdvihnout při proplouvání větších plavidel pomocí motoru ve strojovně, se stal roku 1944 dějištěm jedné z nejznámějších britských výsadkových bitev 2. světové války.

## Bitva o most 1944

### Plán akce
V širší kooperaci s ostatními Spojeneckými jednotkami zde 6. června 1944 výsadková pěchota majora Johna Howarda svedla souboj s německou armádou, která držela Francii, spolu s celým zbytkem okupované Evropy, pod nacistickou nadvládou. Cílem vojenské akce bylo zajistit funkčnost mostu pro početné americké a britské jednotky a umožnit tak rychlý postup do vnitrozemí, který by zabránil přípravě protiútoku německých pěchotních a pancéřových sil. Díky poloze cíle byla možnost standardního pozemního postupu vyloučena a jedinou možností bylo využít výsadkových oddílů britské armády. S ohledem na početní převahu nepřítele bylo již při vytváření holé taktiky využito principu „překvap a udeř“. Aby nedošlo k upoutání přílišné pozornosti německých sil v okolí, bylo rozhodnuto o vytvoření speciálního paradesantního oddílu oxfordské a buckinghamské lehké pěchoty, známého jako 2. prapor, který by byl schopen provést výsadek pomocí tehdejších standardních kluzáků typu Horsa. Později se k nim přidali vybraní jedinci z roty D, roty B a ženisté z 249. výsadkové polní roty. Tito muži byli vybaveni britskými puškami Lee-Enfield, lisovanými samopaly Mk.III Sten a upravenými československými lehkými kulomety vz. 26 známými pod označením Bren (Brno-Enfield). Jejich úkolem bylo most obsadit, zajistit proti jakémukoliv poškození a ubránit do příchodu posil (vojáci, vyloďující se na pláži Sword).

#### Obrana mostu
Most měl být střežen neznámým počtem pěšáků nepřítele, nepřesahujícím 100 mužů a letecké snímky prokázaly přítomnost betonového bunkru na břehu přilehlém k vnitrozemí. Nejednalo se však o elitní německé oddíly, ani o pravidelný pěší útvar, nýbrž o prapory OST. Tyto jednotky byly tvořeny odvlečenci z okupovaných zemí – Ruska, Krymu, Běloruska a dalších východních států. Jejich bojová morálka dosahovala tak špatné úrovně, že jejich určením byl pouze boj na předem připravených kulometných stanovištích a jejich veliteli byli tvrdí němečtí důstojníci, kteří měli při jakémkoliv náznaku vzpoury nebo ústupu nařízeno střílet do vlastních. V jejich výbavě byly německé vzduchem chlazené kulomety MG-42 a MG-34, v osobním držení pak bojovali pomocí pušek Mauser Kar 98k a granátů firmy Krupp. Němečtí velitelé pak vlastnili samopaly MP-40 (Maschinepistole 40).

### Obsazení mostu
6. června 1944 po půlnoci, se 6 kluzáků, naplněných přibližně 50 muži pod velením majora Howarda, odpoutalo od svých tažných letounů a 5 z nich našlo bezpečně svůj cíl (kluzáky číslo 91, 92, 93, 95 a 96, kluzák 94 přistál o 13 km dál a jeho posádka bojovala o život, aby se dostala na okraj perimetru). První v 00:46 h přistál kluzák číslo 91. V poli, na kterém tvrdě dosedl, objevili britští výsadkáři díry, které měly sloužit pro vztyčení vysokých „protikluzákových“ kůlů, o něž se měly letouny roztříštit (tzv. Rommelův chřest). Přítomní muži na mostě a v nedalekém bunkru se domnívali, že se jedná o sestřelený spojenecký bombardér. Když minutu po prvním stroji dosedl i druhý, rozběhla se seřazená četa A majora Howarda spolu s vyskakující četou B poručíka Wooda na zteč. Německý voják na mostě stihl pouze vystřelit světlici a rozběhl se na odvrácenou stranu kanálu – byl okamžitě sestřelen přesnou palbou elitní britské pěchoty. Ta eliminovala dezorientovanou osádku bunkru a obsadila břeh, na kterém se proti očekávání nacházelo i německé 88mm protiletecké dělo.
Kluzák 93 dosedl do nedalekého rybníka a tak kluzáky 95 a 96 dosedávaly již v době, kdy se obě organizovaná družstva rozběhla přes most na druhý břeh a střílela po všem, co jim stálo v cestě. Cílem posádek strojů 94 až 96 však bylo obsadit most přes řeku Orne vzdálený 400 metrů od místa přistání. Zmatení ženisté 249. polní roty, kteří okamžitě započali s prohledáváním pilířů a strojovny, nalezli na mostě nálože, avšak žádné rozbušky k jejich odpálení. Nedaleko mostu se nacházelo hned několik německých tanků a obrněných vozidel, avšak do samotné obrany neměly sebemenší šanci nikterak zasáhnout. Sweeneyho četa E a Foxova F mezitím dorazily k mostu. Nepřítel nevydržel moment překvapení a přes hlasité německé povely se dal na ústup. Obsazení dalších budov a přilehlé zástavby proběhlo bez většího odporu. Teprve nyní shledali Britové výsledek přepadu: most bránilo 50 mužů, z nichž polovina v boji padla, po 10 minutové bleskové akci lehce vyzbrojená paradesantní pěchota ukořistila dělo a několik kulometů z rozdílných pozic v okolí mostu. Utrpěla však jednu ztrátu – poručík Brotheridge zasažený kulometem podlehl svým zraněním v nedaleké Gondréeho kavárně. Poručík Den Brotheridge je oficiálně prvním padlým spojeneckým vojákem v Den D a zřejmě i prvním, který padl na západní frontě, otevřené právě v tento den. Dle výpovědi samotných pěšáků: „Z místní kavárny vyšla žena, šla přímo k nám, vítala nás a líbala, přestože jsme měli tváře začerněné armádní barvou. Museli jsme ji poslat do domu, ještě zdaleka tam nebylo bezpečno“.

### Závěr bitvy
Přestože samotné prapory OST neměly nárok do boje výrazněji zasáhnout, nedaleko se nacházeli příslušníci 736. granátnického pluku a 716. pěší divize. V průběhu dalších dvou hodin došlo k opakovaným pěchotním protiútokům. Při jednom z nich se střelci z protipancéřové zbraně PIAT povedlo zasáhnout a zneškodnit německý polopásový transportér Hanomag Sdkfz. Němci vyslali k mostu dokonce hlídkový člun, který se pod intenzivní křížovou palbou stáhnul. Po těchto projevech britské houževnatosti se nepřátelská aktivita utlumila až do 3:00 h ráno, kdy dorazily první pěší posily v podobě mužů od 7. výsadkového praporu. Měl to být však jen klid před bouří. Německé jednotky byly nuceny se pod tlakem stahovat z pláží více a více do vnitrozemí. Jediná úniková cesta v oblasti vedla přes Benouville. Časně ráno započala intenzivní, avšak krátká minometná palba. Němci přisunuli k mostu útočné síly od severu i z jihu, nasadili všechnu dostupnou techniku. Cílem jižních sil bylo dobýt most, severních rozbít obranný perimetr Britů a probít se na druhou stranu. Přestože Britové byli bojem zatlačeni z vnější části obranného perimetru až do ulic městečka, vydrželi. Kolem dvanácté se k mostu za zvuku dud přibližovala britská pěchota. Okupující síly útokem rozptýlila a své spolubojovníky osvobodila.